# Dora d'Istria
Dora d'Istria (n. 3 februarie 1828, București, Țara Românească – d. 17 noiembrie 1888, Florența, Regatul Italiei) este pseudonimul literar al prințesei Helena Kolțova-Masalskaia, născută Elena Ghica, scriitoare de origine româno-albaneză, cu scrieri în limba franceză , italiană și câteva în greacă; traducerile scrierilor sale au fost în română, greacă, engleză, germană, rusă, albaneză. În a doua jumătate a secolului al XIX-lea, nici o altă femeie în afara scriitoarei franceze George Sand nu a fost respectată în lumea intelectuală europeană ca aceea cunoscută sub pseudonimul literar de Dora d'Istria, a observat profesorul universitar George Lăzărescu. A fost scriitoare, istoric, cu preocupări de studiu al problemei feminine, susținătoare a mișcărilor naționale ale popoarelor din sud-estul european.

## Biografie

### Familia și copilăria
Elena Ghica s-a născut în influenta familie Ghica, din care au făcut parte domnitori și mari boieri din Țara Românească și Moldova. Primul Ghika cunoscut în Țările Române și fondator al familiei Ghica a fost Gheorghe Ghika Vodă, zis „cel bătrân”, domn al Moldovei (1658-1659) și al Țării Românești (1659-1660), care era aromân, originar din Zagoria în Macedonia, de unde a plecat în Fanar. Elena Ghica era fiica marelui ban de Craiova Mihail Ghica (zis și Mihalache Ghica, 1794-1850) și a Caterinei Ghica (fostă Faca sau Facca, 1809-1853, de origine grecoaică, sora autorului piesei Franțuzitele, Constantin Faca, 1801-1845), fiind nepoata de frate a domnitorilor Grigore al IV-lea Ghica (1822-1828) și Alexandru Dimitrie Ghica (1834-1842). Grigore al IV-lea Ghica a fost cel dintâi domnitor pământean al Țării Românești după un secol de domnii fanariote .
Elena Ghica a fost botezată de mitropolitul Valahiei și i-a avut ca nași pe unchiul ei Grigore al IV-lea Ghica, atunci domnitor, și pe beizadeaua George Ghika. Catinca Faca și banul Mihail Ghica au avut trei băieți și trei fete, Elena fiind cea mai mare. Tatăl Dorei d'Istria, fratele celor doi domnitori, a fost colecționar pasionat, numismat și arheolog, fondatorul Muzeului Național din București  și membru al Societății de Istorie și Antichități din Odessa (1842). Palatul părintesc al lui Mihail Ghica era un adevărat muzeu de antichități adunate din țară; galeria de picturi și sculpturi era vestită în întreaga Europă, iar biblioteca, alcătuită mai mult din manuscrise, era imensă. În ambianța rafinată din palatul părintesc, Dora d'Istria i-a cunoscut pe literații vremii, Grigore Alexandrescu, Ion Heliade Rădulescu, Dimitrie Bolintineanu.
Funcția de mare ban a lui Mihail Ghica era a doua funcție în stat, după domnitor, în ierarhia dregătorilor. Mihail Ghica a fost și mare vornic sau ministru de interne (1835-1841), în această calitate având toate puterile unui prim-ministru. Mama Elenei Ghica, Caterina (Catinca) Ghica, a tradus în limba română cartea De l'éducation des enfants, (Paris, Baudouin frères, 1824) (titlul în traducere „Pentru educația copiilor”, 1839), scrisă de institutoarea Henriette Campan⁠(fr)[traduceți], o aristocrată care își pierduse averea în timpul Revoluției Franceze, fostă institutoare a fiicelor lui Ludovic al XV-lea și primă cameristă a Mariei Antoaneta. Caterina Ghica a fost prima româncă traducătoare și publicistă, fapt menționat de Dora d'Istria în Gli Albanesi in Rumenia (1871). Despre Catinca Ghica, Cezar Bolliac spunea: „Catinca lui Mihalache Ghica și Marițica spătarului Costache Ghica erau cele mai frumoase femei ale timpului, din câte s-au văzut în societatea bucureșteană”. Se spune că nici generalul Pavel Kiseleff n-a rămas insensibil la frumusețea Catincăi Ghica. Félix Colson în lucrarea  o numește pe Catinca Ghica „Frumoasa și inteligenta cumnată a lui Alexandru Ghica.” Ea a avut la Curte o influență care nu a fost fără eficacitate asupra politicii domnului față de suveranii străini.
Elena Ghica a fost un copil minune; la vârsta de cinci ani învață greaca veche și greaca modernă, latina, franceza, italiana, engleza și germana. (Alexandru Livia-Irina, op. cit.). La 14 ani a tradus Iliada din  limba greacă în hexametri germani, lucrare care a și fost publicată la Leipzig, în Gazette Universelle. A primit educația intelectuală de bază de la profesorul grec Gregorios Papadopoulos (G. G. Papadopol, profesor la Școala de Belle Arte din Atena) și de la preceptorul francez J.-A. Vaillant. Profesorul său Papadopoulos consemna: „Geniul ei precoce, bunătatea îngerească a inimii, o făcură obiectul adorațiunii a lor săi și o podoabă prețioasă a curții principelui Alesandru.” Despre Elena, Papadopoulos scria: „Facultățile ei intelectuale s-au dezvoltat atât de rapid, încât profesorii însărcinați cu instruirea ei nu au putut păstra nici un alt elev la același nivel cu ea, în aceleași studii.” Câteva scrisori ale lui G. G. Papadopol despre copilul minune Elena Ghica se păstrează în arhiva fratelui Elenei, George Ghica. Dora d'Istria mărturisea că „în familia mea singura limbă care se folosea era franceza. Dl. Papadopol m-a învățat greaca, [limbă] care în est este la fel de importantă ca franceza în vest.”
La palatul Sanssouci, mica Elena (care era însoțită de tatăl ei, prințul Mihail [în William Henry Davenport Adams, op. cit., în engleză: Prince Michael] și de sora sa) stârnește admirația curții lui Frederic Wilhelm al IV-lea al Prusiei când traduce o inscripție în limba greacă de pe un artefact arheologic (un basorelief) ce fusese adus de Alexander von Humboldt.
A luat lecții de muzică și a practicat sporturi, precum înotul, echitația, scrima, participa la partide de vânătoare ale adulților. A compus muzică, de exemplu a scris melodia la poezia lui I. Eliade Rădulescu: La Istru (în 1848). Descrierea trăsăturilor fizice ale prințesei Elena Ghica/Dora d'Istria a fost realizată detaliat (și chiar admirativ) de Armand Pommier: „Figura sa de un oval perfect, cu o mare puritate a liniilor în toate detaliile lor, era de o paloare (franceză blancheur) strălucitoare, subliniată de tonuri roze, și animată de ochi negri magnifici, ale căror priviri penetrante și vii respirau bunătatea și bunăvoința; părul șaten încorona fruntea sa largă și bine dezvoltată sub care străluceau toate luminile geniului.”

### Tinerețea
În 1842, Alexandru Dimitrie Ghica, domnitorul Țării Românești, a fost detronat pentru încercarea de a schimba unele prevederi ale Regulamentului organic și înlocuit de Poartă cu Gheorghe Bibescu, de aceea întreaga familie a lui Mihail Ghica s-a exilat voluntar în străinătate, împreună cu fratele său Alexandru, într-un periplu de 7 ani prin Viena, Berlin, Dresda și Veneția. A fost primită, împreună cu părinții săi, la curțile din Viena, Berlin, Dresda, fiind peste tot admirată pentru talentele și frumusețea ei. Elena Ghica l-a întâlnit la Berlin pe mentorul ei Alexander von Humboldt (1769-1859). În această perioadă, Elena Ghica a studiat pictură și muzică, istoria literaturii, sociologia, religia și s-a perfecționat în limbi străine. În colecția de pictură a lui Cezar Bolliac ,"Colecțiunea tabelurilor",se găsea o pânză în ulei, semnată „Elena Ghica 1844” din acea perioadă de peregrinări și studii în străinătate, pictură care reprezenta „un peisagiu sălbatec luat în treacăt” din munții Bucegi. În octombrie 1846, Ion Heliade Rădulescu însoțește familia banului Mihail Ghica într-o călătorie pe Dunăre cu vaporul Galathea, de la Giurgiu la Viena, iar cu acest prilej Heliade Rădulescu îi dedică o poezie Elenei Ghica,(Ion Ionescu-Gion, op. cit. ref.4, p. 89) intitulată La Elena, așa cum spune însuși poetul:  „La returnarea sa în Viena, întâmplându-mă pe același vapor, se improvizaseră versurile următoare, unele către Istru și altele pentru copila care deveni apoi o bărbată.” În amintirea acestei călătorii, Elena Ghica a compus muzica pentru o altă poezie a lui Ion Heliade Rădulescu, intitulată La Istru.
Admirația poetului pentru „copila” de 18 ani se întrezărește limpede din primele versuri ale poeziei La Elena: 
„Am văzut-o surioară:

Mult e dulce, grațioasă,
Ca un angel de frumoasă!
De-i vedea-o, n-o mai uiți.
Cu cosița castanie,
Ochii-albaștri ca seninul,
Fața-i albă-ntrece crinul;

S-o vezi, soro, n-o mai uiți.”

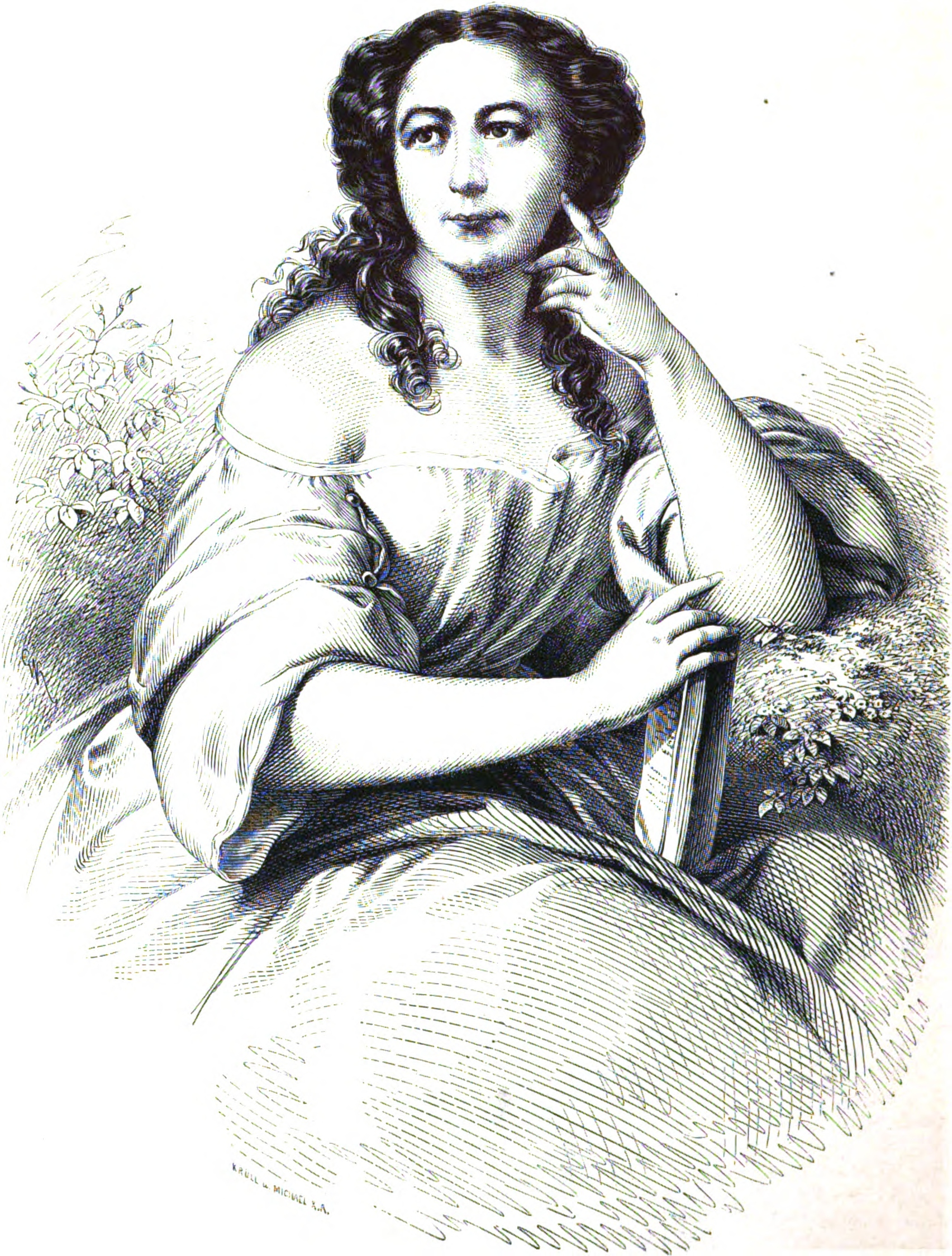
Dora d'Istria - desen din ziarul Freya, 1866, autor necunoscut

Versurile poeziei La Elena au fost traduse în italiană  de Enrico Artom și publicate în Nazionalità albanese secondo i canti popolari, p. XI, Cosenza Migliaccio, 1867. De asemenea, poezia a fost publicată de Heliade în Curs întreg de poesie generale, vol. I, p. 19, 1868. Poezia Elenița (titlu scris de Heliade pe albumul Dorei) a fost tradusă  de Mrs. Grace Atkinson Ellis, care a publicat biografia Dorei d'Istria la New York, în Scribners Monthly, vol. XVII nr. 2 din noiembrie 1878.
De altfel, și Elena Ghika,  încă din copilărie nutrea o admirație pentru Eliade: „Copil încă -scria ea- stam lângă mama și ascultam cu inima bătând pe Eliade Rădulescu, rostind poemele sale. Eram lângă București, în vila poetului, înconjurată de flori și umbră, la adăpost de arșița unei zile din Iulie, ascultând numai vocea lui și privind cu ochii spiritului fantasmele uriașe rechemate de imaginația lui creatoare!”

#### Căsătoria și perioada trăită în Rusia
Mihail Ghika s-a întors în țară, împreună cu familia sa, la sfârșitul anului 1848.
Dora d'Istria s-a căsătorit în februarie 1849 cu principele rus Aleksandr Kolțov-Masalski (un tânăr locotenent de husari rus, ofițer de la vârsta de 15 ani, pe care l-a cunoscut la Iași, la un bal), pe când Ghiculeștii munteni erau refugiați la curtea domnitorului Grigore al IV-lea  Alexandru Ghica din Moldova. Prințul Aleksandr era detașat la Legația rusă. Se pare că Elena Ghica s-a căsătorit cu principele rus împotriva voinței părinților ei, așa cum afirmă Angelo de Gubernatis în amintirile sale:... „si incapricci d'un giovane principe russo, un Koltzoff-Massalsky, e se lo sposo contro la volonta de'genitori.” (Fibra: pagine di ricordi, p. 349, ref. 20). Familia Elena și Aleksandr Kolțov Masalski a locuit în Rusia 6 ani.
Alexandr Kolțov Masalski era descendent al miticului întemeietor al statului rus, Rurik normandul (862-879, conducător al varegilor) însă descendența pe bază de documente provine de la Iuri Sviatoslavici, prinț din a doua jumătate a secolului al XV-lea. Familia Masalski era a doua din cele mai vechi și ilustre trei familii ruse. Celelalte două familii princiare descendente de la Rurik în linie bărbătească, directă și legitimă au fost Odoievski și Gorceakov. Prinții Kolțov-Masalski au guvernat în secolele trecute gubernia Kaluga din acel timp. Familia Massalski provine de la Sf. Mihail Vsevolodovici din Cernigov (azi Cernihiv, Ucraina) la rândul său descendent la a 12-a generație din Rurik. Strănepotul lui Rurik, Sf. Vladimir a convertit întreaga Rusie la creștinism, a decedat în 1015 (cf. Pierre Dolgorouky, 1859, op. cit.). Una dintre ramurile familiei Masalski, emigrată în Polonia, a existat acolo până la sfârșitul secolului al XVIII-lea, apoi s-a stins.
Elena Ghica s-a stabilit la Sankt Petersburg, unde s-a consacrat studiului, dar și relațiilor mondene. În mediul aristocratic petersburghez a strălucit prin inteligență, însă nu s-a acomodat despotismului țarist. Ideile liberale ale prințesei, sentimentele sale pentru eliberarea Principatelor și contra absolutismului țarist, precum și susținerea principiilor revoluționare ale anului 1848 au deranjat societatea rusească.
În perioada trăită în Rusia, activitatea ei neobosită a purtat-o în călătorii de la St. Petersburg la Moscova, de la Odesa la Revel.
Când a protestat împotriva invaziei Țărilor Române de către Rusia din Octombrie 1853, s-a aflat foarte aproape de a fi exilată pe viață în Siberia. A fost avertizată să-și păstreze opiniile pentru ea, avertisment pe care l-a ignorat. Urmarea acestui fapt a fost biciuirea ei (cu cnutul rusesc) la palatul poliției din Sankt Petersburg, când i s-a spus „politica, dacă se poate, să nu vă mai intereseze”.
Această întâmplare petrecută în 1855, dar și clima nefavorabilă sănătății sale au determinat-o pe Elena Ghica Masalski să părăsească definitiv Rusia (în primăvara anului 1855, la 26 aprilie), împreună cu fiul ei, care însă va muri mai târziu la Bruxelles. Soțul Dorei d'Istria, prințul Alexandr Alexandrovici  Kolțov Masalski (1826-1875) figurează în arborele genealogic al familiei Ghika, ediția din iunie 2010 (cf. ref. 48) ca fiind general în 1860. Dora d'Istria nu a renunțat la cetățenia rusă,  nu a divorțat, însă în fapt s-a despărțit de soțul ei;  în lumea culturală și-a luat numele literar Dora d'Istria. Despre mariajul ei, Nicolae Iorga spunea: „o căsătorie nefericită, pe care n-a rupt-o niciodată, ne-având nimic în comun cu un soț de mentalitate inferioară”.  Biograful Dorei d'Istria, Armand Pommier afirmă că soțul principesei n-a fost niciodată inițiat în cultura occidentală, fiind complet străin față de mișcarea ideilor contemporane.
Elena Ghika, scriitor ilustru, nu poate fi clasată printre scriitorii ruși. Ea nu figurează în literatura de limbă rusă și s-a abținut de la orice activitate literară în Rusia.
Încercarea de a traduce pseudonimul Dora d'Istria presupune că acesta poate fi tradus „Dor de Istria”. Dora ar putea proveni de la „dor”, iar Istria - de la numele antic tracic Istros (în latină Ister) al fluviului Dunărea; pe de altă parte, Istria este și numele unei localități antice, situată între Casimcea și lacul Sinoe.

### Afirmarea
Dora d'Istria a fost prima femeie care a escaladat vârful Mönch din sistemul Jungfrau în Alpii Elvețieni (4105 m), la 11 iunie 1855, după trei zile de expediție. Pe vârful muntelui a fixat drapelul valah alb-galben-albastru , pe care numele Valahiei, țara sa dragă, era brodat cu litere aurii. La 1 iunie 1860 a escaladat și vârful Mont Blanc. Ascensiunea a fost cea de-a treia ascensiune feminină în Alpi, după cele din 1808 a Mariei Paradis și din 1838 a Henriettei d'Angeville. Așa cum observă Geo Șerban, în cartea sa La Suisse allemande et l'ascension du Moench (1856) autoarea "adoptă un ton dictat îndeaproape de mișcările febrile ale inimii: «Il ne s'y trouve pas un mot, pas une phrase qui n'aient été tracés par le coeur»".  Era renumită ca o bună alpinistă, practica tirul și călăria, era talentată în pictură. A participat cu două peisaje, inspirate de poezia lui Heine: a) Bradul  și b) Palmierul, la un concurs organizat de muzeul Ermitaj din Sankt Petersburg, pentru care a primit medalia de argint. Catalogul expoziției Academiei imperiale de pictură din Sankt Petersburg o menționează pe Dora d'Istria cu trei lucrări, înregistrate sub numerele 209, 210 și 211. În anul 1848 Dora d'Istria se afla la Veneția unde și-a continuat lecțiile de muzică cu maeștrii Ciccarelli, Fanny Persiani, Balfi și Ronconi, și de pictură cu Felice Schiavoni (1803-1881) și Kaufmann. Primele sale picturi au fost expuse la Dresda în 1845. Radu Ionescu (op. cit.) o numește pe Dora d'Istria „o precursoare uitată a plasticii românești.”
A vizitat Grecia, unde a traversat succesiv provinciile regatului: Beoția, Focida, Aetolia și peninsula Peloponez, inclusiv Muntele Athos); de asemenea, vizitează Elveția și Italia unde a locuit la „Villa d'Istria” din Florența, pe via Leonardo da Vinci nr. 10 (cumpărată de ea la 26 octombrie 1870 de la Angelo de Gubernatis), unde s-a stabilit definitiv, la finele anului 1870.
Villa d'Istria a devenit o adevărată curte intelectuală, unde toți prietenii Dorei d'Istria erau siguri că vor fi primiți cu căldură. Printre prieteni erau Francesco Gabba, un juristconsult celebru și Paolo Mantegazza, un cunoscut antropolog.
În scrisoarea trimisă împăratului brazilian Dom Pedro al II-lea la 10 ianuarie 1877 (în franceză), Dora d'Istria afirmă textual: „Casa în care locuiesc este aproape de Piața Cavour, str. Leonardo da Vinci 10; parcul care o înconjoară este lipsit, din nefericire, de soarele din Brazilia, iar palmierii supraviețuiesc doar în vasele de sticlă”. Totuși, grădina care înconjura Villa d'Istria era plină de flori și arbori exotici. Din nefericire, Villa d'Istria a fost bombardată de aviația engleză și americană, în 1943, în al doilea război mondial și casa a fost distrusă.
În Grecia s-a dus în 1860, unde a fost primită cu ovații, asemeni unei suverane, în urma publicării volumului La nationalité hellénique d'apres les chants populaires. În Italia a ajuns în 1861, când merge la Napoli, vizitează Pompei și se urcă pe Vezuviu. În Italia a locuit la Torino, Riviera di Ponente, Genova, Pegli și din 1870 la Florența, iar în Elveția a locuit la Lugano, Aarau și Veytaux (în cantonul Vaud, Elveția retoromană).
Din Elveția îi scrie și fratelui ei George încântătoare scrisori, (în l. franceză),  păstrate  în arhiva strănepotului acestuia, Manole Filitti. În publicația Biblos (2000) Georgeta Filitti a publicat trei scrisori ale Dorei d'Istria, adresate fratelui ei George. La  Veytaux a ajuns în primăvara anului 1857. De la Veytaux corespondează cu Eliade Rădulescu. El i se adresează în „valahă”, ea îi răspunde în franceză. Din Veytaux, se află în corespondență și cu profesorul francez Edgar Quinet, soțul Hermionei Asachi, după căsătorie Hermione Quinet, care a fost fiica cărturarului ieșean Gheorghe Asachi. Văduva lui Quinet a depus la Biblioteca Academiei Franceze 14 scrisori inedite ale Dorei d'Istria adresate lui Edgar Quinet, începând cu anul 1856, dintre care 8 din Aarau-Elveția germană și 6 din Veytaux.
Prin soții Quinet, Dora d'Istria face cunoștință cu François Buloz, directorul de la Revue des deux mondes, revistă în care publică articolul Les îles ioniennes (Insulele ioniene). La acea dată, insulele se aflau sub protectorat britanic, iar Dora cerea pur și simplu restituirea lor către venețieni. Sultanul otoman Mahmud II recunoaște independența insulelor ioniene și protectoratul englez asupra acestora;  protectoratul asupra celor șapte insule din Marea Ionică era exercitat, administrativ, prin reprezentantul englez, „lordul înalt-comisar”. În articolul său Dora d'Istria scria: „Regina Angliei are posibilitatea de a abroga toate legile emise de puterile ioniene și aprobate de reprezentantul său [englez]" (p. 421). Iar mai departe: „Dar lordul-comisar care este tot una cu senatul [insulelor ioniene], nu poate exila și întemnița pe toți cei care i se par că amenință ordinea stabilită?" (p. 422).
În anul 1863 publică la Zürich și la Paris  Excursions en Roumélie et en Morée  (Călătorii în Rumelia și în Moreea), carte dedicată memoriei "lui Grigore al III-lea Ghica, domn al Moldovei care a preferat să-și sacrifice tronul și viața decât să ofere Bucovina absolutismului austriac și a cărui amintire și martiraj vor rămâne scumpe fiilor veteranilor lui Traian, cât timp va dăinui naționalitatea română."
Se știe că în 1875-1876 a fost în România, cu care ocazie i s-a conferit de către Regele Carol I Ordinul „Bene Merenti”, clasa I, pentru „merite literare remarcabile” (Monitorul Oficial, 4/16 mai 1876), medalia „Bene Merenti” nefiind acordată mai înainte nici unei femei. Medalia și Ordinul au fost create prin Decretul Regal nr.314 (20 februarie 1876).
În România a călătorit la Cluj („localitate cu totul latină” precizează ea), „până la fruntariile Transilvaniei”. La Cluj a participat la unele discuții, a dat replici fără menajamente unor „nedreptăți revoltătoare”, produse de maghiarii și austriecii cu care a stat de vorbă.
În perioada trăită în Italia, Garibaldi i-a adresat o scrisoare (la 16 iulie 1861) cerându-i să exercite influența sa asupra românilor, pentru a-i determina să se răscoale într-o rebeliune împotriva Austriei (așa cum se menționează în Dicționarul: Men of the time din 1884). „A fost o avocată entuziastă a drepturilor femeilor și o campioană neobosită a naționalităților oprimate” se afirmă în dicționarul menționat. În scrisoarea sa din 1861, Garibaldi îi scrie Dorei d'Istria: „Tra la patria vostra e il popolo italiano esistono tanti motivi di affezione.” La scrisorile schimbate cu Garibaldi, propune un plan de federalizare a Balcanilor, care ar fi trebuit să-i cuprindă pe italieni, greci, albanezi și români - descendenții pelasgilor de odinioară.

Este considerată ca una dintre primele feministe din  Europa, prin lucrările „feministe” Les Femmes en Orient și Des femmes par une femme. În Les femmes en Orient, capitolele, sub formă de scrisori dedicate femeii române sunt datate din „Clus”, „Brasovu”, „village de Tötts”, „Bucarest”, „Jassy”. Sculptorul toscan Giovanni Duprè (1817-1882) i-a realizat un bust în marmură. Acest bust a fost fotografiat de Bernoud din Florența. O reducere în marmură a acestui bust a fost executată de Amalia, fiica lui Duprè. Deși nu pare probabil să fi întreținut relații cu cercurile radicale din Elveția, „ea îl amintește admirativ pe Mazzini, probează frecvent influența lui Michelet, iar pe timpul exilului petrecut în Elveția de Edgar Quinet, îi căuta compania, stabilindu-se o vreme în apropierea sa pe malul lacului Leman." (Geo Șerban, op. cit.). Portretul Dorei d'Istria, în ulei pe pânză, executat de Petre Mateescu (vezi imaginea de mai jos) a fost descoperit de Ion Frunzetti; în acest portret, modelul ține în mână o carte și se profilează pe întinsul mării agitate. Un alt portret i-a fost realizat de pictorul Mișu Popp și se  află în Muzeul de Artă din Târgoviște (Radu Ionescu, op. cit. p. 16).

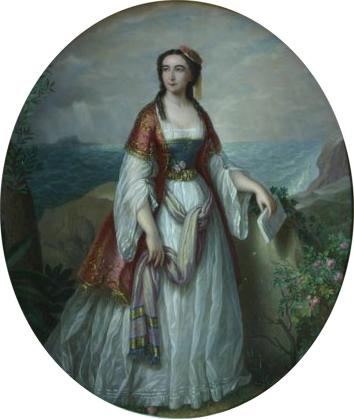
Dora d'Istria - portret de Petre Mateescu (1876)

În autobiografia scrisă de Angelo de Gubernatis, intitulată Fibra. Pagine di Ricordi, autorul scrie că prin Rivista Orientale a intrat în legătură cu principesa română Elena Ghica (Dora d'Istria) care a devenit colaboratoarea sa și că Dora d'Istria i l-a prezentat pe lingvistul ungur conte Géza Kuún cu care a legat cea mai afectuoasă prietenie.
În aprilie 1867, Camera deputaților din Atena i-a acordat în unanimitate și printr-o lege specială calitatea de cetățean de onoare al Atenei; era prima oară când această onoare a fost decernată unei femei. Înainte de aceasta, doar Lord Byron primise acest titlu onorific.
Ultimii 20 de ani i-a petrecut mai mult în Italia. O vreme s-a stabilit la Livorno, de unde corespondează cu unchiul ei Alexandru Dimitrie Ghica, fostul domnitor, retras acum la Napoli. Corespondența cu Eliade continuă și acum; ea se păstrează în arhiva George Potra (Georgeta Filitti, op. cit.).
A scris articolul despre Eliade Rădulescu pentru Brockhaus Lexikon, pe care îl considera „poetul cel mai celebru al României” și l-a făcut cunoscut în Statele Unite în culegerea Celebrități europene (1871).
Supranumită Noua Corinna (Corinna - poetă lirică din Grecia antică), de Fredrika Bremer  (variantă: Frederica Bremer; 1801-1865), scriitoare suedeză, Dora d'Istria ajunge obiect de prețuire, chiar de venerație. Fredrika Bremer scria: „La Atena ea este acum sărbătorită ca o noua Corinna și cu toate bârfelile despre dizgrația ei la curtea de la Petersburg ea a fost prezentată mai deunăzi reginei Amalia de Oldenburg, soția regelui Otto al Greciei, de ambasadorul rus , baronul Ozeroff.” Fredrika Bremer, întâlnind-o la Atena în 1860, notează că studiul și munca par să fie singurele sale pasiuni, plăcerea sa supremă; baroana Olimpia Savio care o frecventa în timpul sejurului ei la Torino (1869 - 1870) precizează că Dora d"Istria se trezea la ora 4 dimineața pentru a începe să lucreze.
Scriitorul și istoric literar dr. Heinrich Kurz  a comparat-o cu Madame de Staël, gloria literelor germane și franceze de la începutul secolului al XIX-lea.
Împreună cu vestitul filoromân Giovenale Vegezzi Ruscalla (membru de onoare străin al Academiei Române) prințesa a asistat în 1865 la serbarea dedicată împlinirii a 600 de ani de la nașterea lui Dante, invitată de municipalitatea orașului Ravenna (în care se află mormântul lui Dante).
În anii 1867 și 1868 a trăit în orașul La Spezia, în golful cu același nume din Italia, de unde a cules impresii de neuitat pe care le-a exprimat în lucrarea Il golfo di La Spezia, un adevărat studiu etnologic, geografic, geologic și  paleontologic, de o impresionantă erudiție.
A legat  prietenii cu marile personaje ale timpului său: regele Prusiei Frederic Wilhelm al IV-lea al Prusiei, Dom Pedro al II-lea al Braziliei D'Alcantara, împăratul Braziliei, Edgar Quinet, dar și cu patrioți albanezi cunoscuți: Demetrio Camarda, (în albaneză, Dhimitër Kamarda, preot al bisericii greco-unite din Livorno), Zef Serembe (poet liric albanez), Leonardo de Martino. Zef Serembe a primit o scrisoare de recomandare de la Dora d'Istria pentru a fi prezentat împăratului Braziliei, Dom Pedro al II-lea. A întreținut legături epistolare cu numeroși savanți italieni, printre care orientaliștii Gaspare Gorresio, Graziadio Isaia Ascoli, Michele Amari, Tullo Massarani.
Elena Ghica a colaborat cu numeroase reviste, «Ètoile du Danube» (Bruxelles), «Courrier de Paris», «Illustration» (Florența), «Revue Suisse» (Neuchâtel), «Pandora» din Atena, «Indépendance hellénique» (Atena) etc. Călătorește mult prin Europa Occidentală, prin Balcani, sau în cele două Americi. A fost membră a mai multor Academii, societăți savante, institute, asociații din Grecia, Italia, Turcia, Franța, Austria sau Argentina.
A fost sprijinitoare a Societății pentru Cultura și Literatura Română în Bucovina, în cadrul căreia a ținut conferințe la Cernăuți, oraș aflat în acele timpuri în Imperiul Austro-Ungar.

#### Aprecieri ale scriitorilor români și străini
A fost cinstită de scriitori români precum George Barițiu, Radu Ionescu,  Gheorghe Ionescu-Gion, Cezar Bolliac sau străini, Angelo De Gubernatis, Enrico Panzacchi, Carlo Francesco Gabba, Alexandru Rizo Rangabé (ministru al Greciei la Washington), A. Z. Pieromaldi, Armand Pommier, Schmidt Weissenfels, Adam Wolff , Jacques Thalberg de Scheikévitch. Angelo De Gubernatis, orientalist, etnograf, profesor de sanscrită și mitologie comparată al Universității din Florența și scriitor susține că Dora d'Istria „conosce quasi tutte le lingue europee ed ha una erudizione non commune in parrechie letterature orientali”. Unii autori au comparat-o pe Dora d'Istria cu trei autoare franceze binecunoscute: Madame de Staël, George Sand și contesa Marie d'Agoult (care avea pseudonimul Daniel Stern). Nicolae Iorga în Lettres de Dora d'Istria (1932), în introducere, scrie:... „această femeie, de o rară orientare literară, cu o mare facilitate de scriitor, cu o curiozitate mereu trează și cu un devotament neobosit pentru cauzele cele mai nobile, naționale și sociale, care a fost Hélène Ghica” [în franceză, în original]. Scrisorile Dorei d'Istria, reproduse în Lettres de Dora d'Istria, au fost adresate către profesorul Hugo Meltzl, directorul unei reviste de literatură comparată din Cluj (împreună cu Brassai) și totodată profesor la Universitatea Franz Joseph din Cluj. Dora d'Istria l-a introdus la Hugo Meltzl pe Thimi Mitko (Euthymius Mitkos), un poet și activist al mișcării naționale albaneze, printr-o scrisoare de recomandare scrisă la 21 octombrie 1878.
Biograful Dorei d'Istria , Bartolomeo Cecchetti scrie că Dora d'Istria „a fost într-adevăr o enciclopedie vie”.
Iosif Vulcan, în revista Familia (1865) scria despre Dora d'Istria: "Ea a scris în limbele multe ca să-și împlinească marea sa chemare mai cu succes, acuma însă la dorința generală și-a dat promisiunea că va scrie și în dulcea limbă maternă. Deie cerul ca cât de curând să vedem realizată această promisiune îmbucurătoare. Îmi place a crede ca brava română carea în opurile sale de atâte ori și-a adus aminte cu frăgezime și iubire de dulcea sa patrie nu va întârzia mult cu împlinirea dorinței celei mai intime a unei mame, carea cu nerăbdare așteptă ca drăgălașa sa fiică să vorbească în limba sa".
Alături de Ana contesă de Noailles, Martha Bibescu și Elena Văcărescu, Dora d'Istria formează salba de prințese române care au fermecat Europa prin cultura, rafinamentul și spiritul lor creator.

### Decesul
Dezvoltând spre sfârșitul vieții un orgoliu incomensurabil, a cunoscut până la sfârșitul zilelor amărăciunea solitudinii, singura ei bucurie și consolare rămânând muzica. (Notă de Alexandru Ghika).
A murit la 17 noiembrie 1888 în Florența, din cauza unei hernii neglijate și a fost incinerată, iar cenușa, după propria-i dorință, a fost depusă la cimitirul Trespiano (Cimitero di Trespiano) din Florența. A lăsat prin testament mare parte din avere primăriei București, pentru administrarea spitalului Pantelimon, ctitoria familiei sale. Restul averii a fost lăsată ca moștenire  pinacotecii și bibliotecii din Florența, iar Villa d'Istria a fost lăsată prin testament primăriei din Florența spre a fi vândută în folosul Società di educazione e patronató pei sordomuti din Florența.

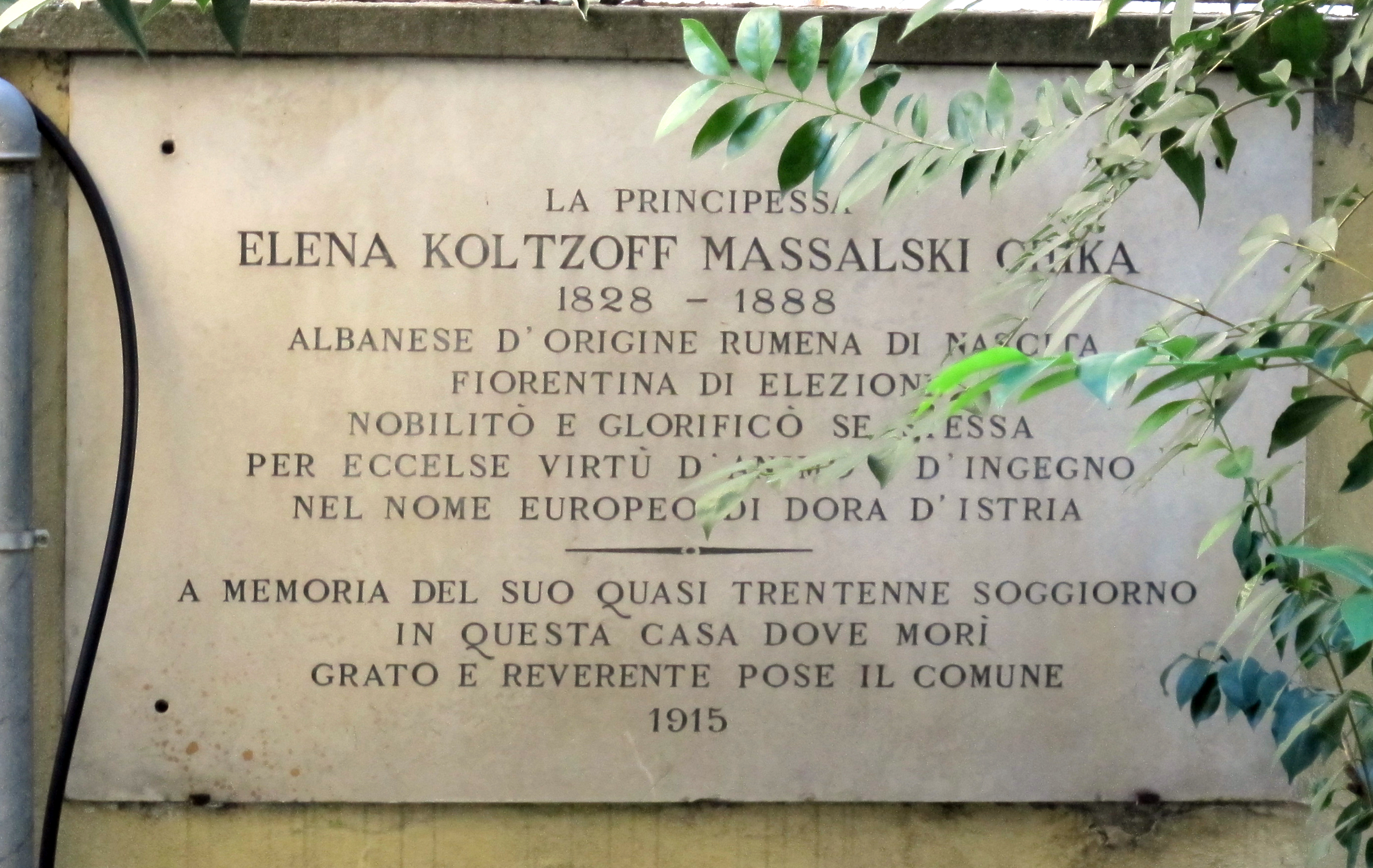
Placa memorială din Florența
(str. Leonardo da Vinci nr. 28)

Împreună cu ultimul ei articol („Geografie botanică”), periodicul atenian Ποικίλη Στοά („Porticul Pestriț”) a publicat la sfârșitul anului 1888 un necrolog emoționant al scriitoarei: „Cei din Grecia nu vor uita niciodată numele nobilei Femei; iubirea și adorația ei fierbinte și entuziastă pentru Elada, ca leagăn glorios al civilizației în antichitate, și pentru Națiunea greacă, înzestrată cu un loc de seamă în prezent, s-au păstrat până la ultima ei suflare.”
Pe placa memorială amplasată în onoarea ei la Florența, pe strada Leonardo da Vinci nr. 28, acolo unde fusese „Villa d'Istria”, se poate citi: La principessa Elena Koltzoff Massalski Ghika, 1828-1888, Albanese d'origine, Rumena di nascita, Fiorentina di elezione, nobilitò e glorificò se stessa. Per eccelse virtù d'animae d'ingegno nel nome europeo di Dora d'Istria (în traducere: „De origine albaneză, româncă prin naștere, florentină prin adopțiune, s-a înnobilat și s-a glorificat prin propriile ei merite, pentru virtuțile alese, de suflet și talent, sub numele european Dora d'Istria”). Placa memorială a fost instalată în anul 1915.
După decesul ei, Dora d'Istria a fost pe nedrept uitată de scrisul istoric din România și de toate generațiile succesive. Cercetătorul Liviu Bordaș a observat că astăzi Albania o revendică cu mai multă asiduitate decât o face România.
Bartolomeo Cecchetti, unul dintre primii săi biografi a scris în necrologul Dorei d'Istria:
Pare un sogno il passaggio di queste vite si ricche d'intelligenza e di attività, dal posto luminoso che tennero nel dominio della scienza , al profondo silenzio del sepolcro. E la mente si impaura al crudo aspetto della morte che toglie improvissa tanto tesoro d'ingegno, tanta sapienza con tanta fatica accumulata, e tanto cuore! Ma se nella comune vicenda della società, al primo dolore e allo sgomento per la perdita di persona diletta, o riverita, succedono talvolta anche la freddezza, la sconoscenza e l'oblio; questo annientamento nella memoria, non può temer certo chi, come Dora d'Istria, ha tanto lavorato per ogni nobile causa, ha tanto studiato, ha dato in luce sì ricca copia di opere.

## Gândirea scriitoarei Dora d'Istria
Gândirea Dorei d'Istria a fost articulată, în peste 30 de ani de activitate, în privința a trei probleme majore.
- În primul rând, cercetarea în spirit laic, printr-o amplă reflecție, a dialecticii dintre religie și politică, în raport cu schimbările care de la revoluția franceză din 1789  și după aceasta au modificat radical societatea europeană.
- În al doilea rând, Dora d'Istria s-a concentrat asupra problemelor naționale ale popoarelor sud-est europene (în particular, români, greci, albanezi). Este cazul, de exemplu, al ciclului de studii dedicate poeziei populare a acestor naționalități, studii care au apărut între 1858 și 1868 în Revue des deux mondes, precum și al scrierii Excursions en Roumélie et en Morée (două volume). În repetate rânduri și-a exprimat afecțiunea pentru țara în care s-a născut: „La liberté, le bonheur de mon pays, voilà les    les preoccupations qui rempliront désormais tout ma vie." - scrie autoarea  în La Suisse allemande.
- O deosebită importanță au ocupat, în cuprinsul producțiilor sale, studiile asupra condițiilor femeilor din Europa orientală (scrierile Les femmes en Orient și Des femmes par une femme) în care sunt incluse numeroase informații asupra condițiilor civile și a ocupațiilor femeilor din timpul său. (Antonio D'Alessandri, op. cit. nr. 39).

Pentru a comunica cu un număr cât mai mare de persoane a ales să scrie în l. franceză, pentru că se simte înainte de toate intelectual european. O opinie similară a fost emisă de criticul literar și publicist Radu Ionescu (citat în „Lectură suplimentară”) care scria: „Nu facem nici o imputare autorului [Dora d'Istria] că n-a scris în limba sa natală; a avut o fericită inspirație de a începe să scrie într-o limbă universală, care este pretutindeni înțeleasă.”
În Encyclopedia of Romantic Nationalism in Europe, în articolul Dora d'Istria (Elena Ghica) scris de Antonio D'Alessandri se menționează: „La sfârșitul decadei 1850, Dora d'Istria și-a lărgit sfera de preocupări, către politica internațională cu contribuții la ziarul Il Diritto din Torino. Aceste articole (1856-1857) se ocupă de Principatele Moldova și Valahia care după Congresul de la Paris din 1856 au devenit o problemă centrală în politica internațională. Autoarea a pledat în fața comunității de cititori vest-europeni pentru unirea și autonomia acestor Principate, sub o dinastie domnitoare indigenă veche.”
Dora d'Istria a avut vederi liberale asupra problemelor religioase și politice. Punctul ei de vedere general asupra lumii a fost cosmopolit. În scrierea sa intitulată Di alcune opere della principessa Dora d'Istria. Cenni. (1868), Cecchetti evidențiază orientarea liberală și opoziția principesei față de teoriile socialiste. Criticile Dorei d'Istria față de doctrinele socialiste se regăsesc diseminate în multe opere, în particular în volumul întâi al studiului Des femmes par une femme (1865).
A adoptat inițial o atitudine elenofilă datorită strămoșilor materni greci, pe care apoi a abandonat-o, devenind, în 1866,principalul susținător în Europa al cauzei  albaneze, deși n-a învățat niciodată limba albaneză. După publicarea scrierii Gli albanesi in Rumenia..., naționaliștii albanezi din Italia au declarat-o pe Elena Ghica „regina neîncoronată a Albaniei”. Dora d'Istria i-a descris pe albanezi cu afecțiune, ca fiind un vechi și brav popor. Analizând textele cântecelor populare albaneze, ea a descris modul de viață, obiceiurile și tradițiile albanezilor. Este de menționat că în l. albaneză a fost "rebotezată" Elena Gjika (Dora d'Istria).
Fără să rămână prizoniera vreunei ideologii, și-a arătat convingerea că este necesar să se lupte contra totalitarismului și că fiecare popor trebuie să-și aleagă forma de guvernare cea mai adaptată la propria realitate. A denunțat Concordatul care a hotărât: căsătoria este „irevocabilă” în ceea ce privește viața monastică, spre deosebire de Codul civil napoleonian, care a permis divorțul. Marta Questa a observat că este inexplicabil faptul că  Dora d'Istria a căzut succesiv în uitare după deces, deși în timpul vieții s-a bucurat de notorietate europeană.
Caracterul angajat revoluționar și polemic al cărților Dorei d'Istria i-a atras încă de la început acuze dinspre cercurile clericale germane și austro-ungare (dar și din cele ale democraților francezi) că „Sybila valahă” ar urmări să îndepărteze pe orientali de biserica catolică, singura ce i-ar putea civiliza și că ar intenționa să convertească Occidentul la „superstițiile orientale”.(apud Liviu Bordaș, op. cit., ref. 17).
Roberta Fidanza afirmă  că pentru Dora d'Istria , dezvoltarea democrației, articulată pe doi piloni fondatori, libertate și egalitate, constituie unul dintre elementele fundamentale ale gândirii sale.
Dora d'Istria a păstrat o viață întreagă ambiția către afirmare publică și atracția către un discurs sentențios care nu admitea păreri alternative. Din corespondența  ei privată reiese mândria cu care își cataloga publicațiile, recenziile și apartenența la instituțiile culturale și academice ale vremii. La 5 iunie 1869, de exemplu, îi scria de la Veneția unuia dintre frații săi pentru a-i relata succesele unor comunicări făcute la Societatea Arheologică din Atena și un raport al Societății Minerva din Trieste unde îi era lăudată cultura plurilingvă și succesul mondial.

## Aprecieri ale criticii literare
În timpul vieții sale, Dora d'Istria s-a bucurat de aprecieri elogioase din partea personalităților culturale europene (și nu numai), dar după moartea sa a fost treptat uitată. Următorul citat din cartea scrisă de Roberta Fidanza, dr. în istoria doctrinelor politice și filozofie politică la Sapienza Università degli Studii di Roma, este edificator:
„Dora d'Istria, elemento di spico  della cultura europea della seconda metà dell'Ottocento, ha conosciuto per un lungo periodo - coincidente  con la sua vita - grande notorietà in Europa e negli Stati Uniti d'America. Le sue opere sono state pubblicate e tradotte in molte lingue, consentendole di entrare in contatto con i principali esponenti della cultura e della politica del suo tempo, tanto da farle meritare numerose ed entusiasti elogi pubblici. Dopo la sua morte, avvenuta nel 1888 a Firenze, la sua attività ha conosciuto l'oblio ed anche la sua figura è stata dimenticata e lasciata in disparte.”
G. I. Ionnescu-Gion, în „Portrete și evocări istorice" (1986) consideră că ...„pentru epoca și mediul în care a trăit; pentru puterea de asimilare cu care fusese înzestrată și pentru care citiri și studii neîncetate i-o măreau continuu; pentru scrierile sale a căror varietate în subiecte nu este întrecută decât de mulțimea lor, Dora d'Istria merită pe deplin titlul de «femeie estraordinară»”. Ionnescu-Gion face aluzie la articolul dr. Schmidt Weiβenfels, publicat în Die Gartenlaube (1864), în care autorul o elogiase în acest mod. Mai departe, Ionnescu-Gion zice: „...Dora d'Istria a voit să facă totul. A tractat [tratat] istoria popoarelor balcanice, dar a tractat și „folclorul” lor; a scris despre situațiunea lor politică, dar a scris și despre situațiunea femeii în Orient și de pretutindeni; s-a ocupat cu plantarea arborilor exotici în Toscana, dar s-a ocupat și cu istoria și critica artistică a picturei și a sculpturei.” Mai scrie Ionnescu-Gion: „A fost o eminentă ziaristă pe care , nu cerința imperativă și inexorabilă a foiei zilnice, ci bogăția și noutatea subiectelor o îndemnau să producă mult și de toate felurile...” Referindu-se la varietatea mare a scrierilor Dorei d'Istria, Ionnescu-Gion se întreba (în 1894): „Câte din ele vor rămâne?”
O apreciere negativă asupra scrierilor Dorei d'Istria (D. d'I.) se găsește în Enciclopedia română (1900), elaborată de Diaconovich C., în care autorul articolului referitor la Dora d.'Istria crede că scriitoarea n-a putut să creeze „ceva durabil și original”.
Dr. Adam Wolf, istoric al Mariei Tereza și prințesei Marie-Cristine, de la Universitatea din Graz, în articolul Ein Besuch in Livorno (O vizită la Livorno) din Neue freie Presse, din 16 mai 1866 scria că „Prin lucrările, studiile ei, prin activitatea care-i umple în singurătate zilele și nopțile sale, Dora d'Istria a făcut așa încât e cu neputință de a o uita, a făcut ca numele Dora d'Istria ce și-a ales să fie citit împreună cu nobilele spirite din secolul nostru; ca ideile ce ea expune  să străbată lumea, ca scântei de flacără, ca toți cei ce se interesează de operele inteligenței să se simtă fericiți de a o vedea și de a-i vorbi.”
Marchizul de Villemer (pseudonimul lui Charles Yriarte), în cartea sa „Les portraits cosmopolites”, 1870 (ref. 14) scrie despre scriitoare: „Dora d'Istria a citit totul și a adnotat totul; ea vorbește corect nouă limbi și le scrie cu mare eleganță. Pariziană ca Gavarni, italiană ca Belgiojoso, spaniolă ca Larra, germană ca Goethe, rusoaică precum Pușkin, valahă ca o Ghika, grecoaică precum Botzaris sau lordul Byron, ea este unul dintre cele mai curioase exemple de ceea ce poate o natură bine dotată.” Marchizul de Villemer scrie mai departe: „O femeie devotată fără încetare studiilor celor mai anevoioase se ferește cu mare greutate de un anumit pedantism și de o tensiune intelectuală care nu aparține de loc sexului său.”  Charles Yriarte a fost redactor-șef al revistei Le monde illustré, Paris.
Richard Cortambert, critic francez, secretarul Asociației de studii geografice de la Paris, scrie elogios despre Dora d'Istria în cartea sa din 1866: „Dora d'Istria se bucură azi [în 1866] de o imensă notorietate; în puțini ani numele său a devenit celebru în toată Europa; operele sale au o originalitate puternică, opiniile sale sunt largi, erudiția sa este vastă și în același timp profundă; ea merită, o spun franc, de a fi plasată printre scriitorii cei mai stimați ai epocii noastre.” Cortambert amintește că prințesa mergea la vânătoare și mânuia armele „ca o adevărată albaneză”.
Eugen Lovinescu scria în 1909 în cartea sa Les voyageurs français en Grèce au XIXe siècle (1800-1900): „Miile de pagini pe care Dora d'Istria le-a consacrat Greciei sub titlul «Excursions en Roumélie et en Morée» sunt atât de aprofundate, atât de compacte atât de înțesate de fapte și observații încât suntem derutați când vrem să le rezumăm sau pur și simplu să ne facem o idee.”
Carlo Francesco Gabba, profesor la Universitatea din Pisa, în lucrarea sa La questione femminile e la Principessa Dora d'Istria (1865) analizează opiniile Dorei d'Istria în privința condiției femeii în timpul său; un citat asupra rolului scriitorului în societate, care reflectă gândirea scriitoarei este redat în continuare: „Madama Dora d'Istria è sopratutto una pensatrice. Per lei il bello sta nel vero, è la più nobile missione dello scrittore dei nostri giorni è quella di affrontare gli ardui problemi che faticano il secolo, e di additarne i bisogni.”
Angelo De Gubernatis, scriitor, lingvist și orientalist, în scrierea sa La Roumanie et les roumains afirmă: "Am avut onoarea de a publica în anul 1867, la Florența, în Rivista Orientale trei studii remarcabile de Dora d'Istria (prințesa Elena Ghica de România) asupra lui Heliade, G. Crețeanu și asupra cronicarului Șincai". În aceeași scriere (pp. 208–209), autorul apreciază că "Înainte de Carmen Sylva, Dora d'Istria era singura femeie -scriitoare din orientul balcanic, devenită ilustră în Europa...Ceea ce caracterizează mai ales opera literară a Dorei d'Istria este un melanj de spirit frondeur și un înalt idealism umanitar."
Antonio D'Alessandri, de la Universitatea Roma tre, un specialist autorizat în privința Dorei d'Istria (cu o teză de doctorat în acest domeniu) a susținut o comunicare la colocviul Dora d'Istria, Balcanii și Orientul, organizat  la București în 26 septembrie 2012, ,sub egida Academiei Române și a Institutului de Studii Sud-Est Europene, în care a evidențiat calitățile scriitoarei: călătoare, cosmopolită, intelectuală și cetățean european, având un stil eclectic și eterogen: nici simple cărți de călătorie, nici studii pe deplin științifice, stilul său unic făcând cunoscute Occidentului realitățile sud-est europene. Antonio D'Alessandri o caracterizează pe Dora d'Istria ca fiind "o intelectuală de faimă mondială și o figură importantă a panoramei culturale a secolului al XIX-lea."
În articolul său, intitulat Il „mito” di Dora d'Istria: un percorso bibliografico Antonio D'Alessandri efectuează o amplă analiză bibliografică a scrierilor Dorei d'Istria, inclusiv o trecere în revistă a articolelor și lucrărilor unor cercetători străini și români asupra activității literare a autoarei menționate.
George Enache, de la Universitatea Dunărea de Jos din Galați, în articolul său Religie, libertate și progres în opera Dorei D'Istria întreprinde o analiză a ideilor cuprinse în lucrarea Dorei d'Istria La vie monastique dans l'eglise orientale, observând că „Dora d'Istria își manifestă ostilitatea față de monahism, pe care îl consideră incompatibil cu dezvoltarea societății moderne” (p. 722). În continuare, George Enache scrie: „La fel precum Edgar Quinet, prințesa valahă consideră ordinele monahale catolice o amenințare la adresa libertății și progresului...”
Ileana Mihăilă, profesor la Universitatea București, în articolul intitulat Des femmes par des femmes: la réception de la littérature féminine par des écrivaines roumaines au 19e siècle (2011) referindu-se la Dora d'Istria scrie: „În <<Des femmes par une femme>> ea reunește cu plăcere informațiile istorice, amintirile personale privind reprezentanții înaltei aristocrații europene pe care i-a întâlnit în decursul peregrinărilor sale, expunerea celor mai reputate opinii contemporane referitoare la femei...”
Liviu Bordaș a scris despre Dora d'Istria că este „o insulă exotică a culturii române”. Cosmopolitismul a fost una dintre opțiunile fundamentale ale acestei femei independente și originale - scrie Liviu Bordaș - încă de la debutul ei în 1855.

## La nationalité roumaine d'après les chants populaires
Studiul La nationalité roumaine d'après les chants populaires, cu subtilul Baladele României, culese (Iași, partea întâi, 1852 și partea a doua, 1853) și traduse (Paris, 1855) de Vasile Alecsandri, a fost publicat de Dora d'Istria în Revue des deux mondes, vol. 20, perioada a doua, anul XXIX, martie-aprilie 1859 d'Istria[nefuncțională – arhivă]
. Autoarea scrie că Vasile Alecsandri a parcurs pe jos câmpiile fertile și văile solitare din Principate, consultându-i pe bătrânii din sate. A comentat mai multe balade dintre care: Meșterul Manole, Miorița, Toma Alimoș, Codreanu etc.
Despre balada Meșterul Manole îi subliniază suportul etnografic, cântec bătrânesc pe care-l socotește totuși „profund istoric în spiritul său, dacă nu și în detalii.” Povestind pe scurt balada, Dora d'Istria scrie că o voce din cer îl anunță pe meșterul Manole, adormit, că munca lucrătorilor nu va reuși decât dacă vor zidi în edificiu prima femeie care va veni dimineața să-i aducă hrană unuia dintre ei. Este o părere răspândită în România că nici un edificiu nu poate dăinui fără ca temelia sa să cuprindă jertfa unei persoane care se transformă în stahie (în l. română în textul francez), o umbră care devine sufletul acestui edificiu. A doua zi, abia ce zorile au strălucit în vârful Carpaților, Manole se cațără pe schelărie pentru a privi în depărtare râul Argeș. Deodată, o zărește pe Floarea, tânăra sa soție [deși în textul în l. franceză autoarea o numește Floarea, în realitate în balada originală soția meșterului este Ana], demnă prin frumusețea ei de a purta dulcele nume de zeiță a florilor. Manole, acest Regulus valah -scrie Dora - acest sclav al jurământului își ascunde durerea profundă și încearcă s-o facă să creadă că este vorba de o simplă glumă: „căci vrem să râdem, pentru a râde te vom zidi”.
Credința care servește ca bază a acestei balade este populară în toată peninsula orientală, adică de la Carpați până la marea care scaldă țărmurile Greciei, căci se regăsește la Sârbi și la Eleni. (cf. Dora d'Istria).
Românii, grecii și sârbii nu au oare motive de a proclama că națiunile ca și indivizii se înalță numai prin devotament și abnegație? În continuare, autoarea se întreabă: „Manole, încredințând destinului tot ce are mai scump, nu este oare o figură expresivă a poporului român care, situat în avanposturile Europei creștine și-a vărsat sângele pentru a o salva de barbaria musulmană?”
Balada Miorița este considerată de Dora d'Istria ca „una din capodoperele poeziei române”, „baladă plină de farmec”, care relevă la poporul român „o simțire profundă.” Miorița este un frumos exemplu al tandreței unui fiu pentru mama sa și o evocare impresionantă a îngrijorărilor materne. În Miorița, baciul îi cere mioarei să-i pună la căpătâi „fluieraș de fag, mult zice cu drag,...,fluieraș de soc, mult zice cu foc, /Vântul când a bate /Prin ele-a răzbate, /Ș-oile s-or strânge, /Pe mine m-or plânge, cu lacrimi de sânge”. [În textul original al acestui studiu, Dora d'Istria a tradus aceste versuri în franceză].

## Scrieri

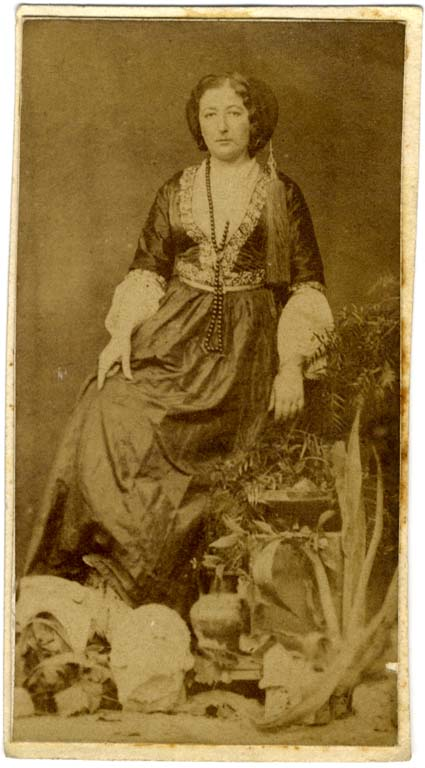
Dora d'Istria - fotografie din 1888

Este dificil de prezentat o bibliografie completă a scrierilor Dorei d'Istria; în cursul a circa treizeci de ani n-a făcut altceva decât să scrie foarte mult, în limba franceză, dar și să călătorească în multe țări. Cărțile și articolele sale în greacă, italiană sau engleză sunt, fără excepție, traduceri după manuscris, așa cum precizează prof. Liviu Bordaș în articolul „Dor de Dunăre și alte nostalgii” din Observator cultural (2008).  Se pare că nu a scris și în limba română. Cunoștea mai multe limbi, însă nu destul de profund pentru a scrie în acele limbi europene. Majoritatea scrierilor sale au fost publicate în Europa occidentală, în Grecia, la Constantinopol sau în America, iar o bună parte dintre acestea au fost cunoscute și publicului larg din Transilvania, ale cărui gazete și reviste au făcut mai multe referiri la aceste scrieri.
Dora d'Istria, a cărei operă aparține literaturii de la mijlocul secolului al XIX-lea, a fost considerată în Europa occidentală una dintre cele mai respectate voci ale timpului său. Scrierile sale în original sau în traduceri au apărut în Austria, Belgia, Elveția, Franța, Germania, Grecia, Italia, România , Transilvania și Statele Unite ale Americii.
În volumul Dorei d'Istria Gli Albanesi in Rumenia. Storia dei principi Ghica..., traducătorul din franceză Bartolomeo Cecchetti a făcut o clasificare a operelor scriitoarei; aceste opere s-ar împărți astfel (conform Lucian Predescu, Enciclopedia Cugetarea, op. cit., p. 282): Poezia populară a peninsulei orientale, Poezia populară a fino-mongolilor: Poésie des Ottomans, Studii asupra epopeilor, Portrete literare: două portrete ale lui Eliade Rădulescu, Chestiuni religioase, Chestiuni sociale, Studii de economie politică și agricultură, Articole de politică și istorie. O listă non-exhaustivă de scrieri:
- La vie monastique dans l'Église orientale. Ed. Joël Cherbuliez, Genève, 1ère éd. Bruxelles, 1855, 2e éd. refondue et très augmentée. Paris-Genève, 1858; [volumul terminat în 1855, a fost redactat încă la Sankt Petersburg, între 1849-1855; autoarea combate monahismul sau călugăria, fiind o adversară decisă și convinsă a monahismului. Ea consideră călugăria ca un obstacol principal al civilizației în Europa orientală și meridională; de asemenea, afirmă că ideologia monastică e complet străină de cuvântul Evangheliilor. Acest volum a fost  pentru prima dată semnat  Dora d'Istria. Volumul a fost prompt comentat în ziarul Steaua Dunării, Iași, 1855 și 1856];
- Les Roumains et la papauté. În: Spectateur de l'Orient, Atena, 1856-1857; trad. în italiană în Il Diritto, Torino, 1856; trad. în română de Gregorie P. Peretz, 2 vol. cu titlul Operile [sic!] dómnei Dora d'Istria, vol. I, p. 268, București, Typographia Curtii, 1876-1877. Scrierea avea ca scop să justifice separarea românilor de papalitatea de la Roma;
- Osservazioni sull' organizzazione dei Principati Danubiani. În:Il Diritto, Torino, 2 aprilie 1856;
- La Svizzera italiana, schizzi. În: Il Diritto, Torino, 23 aprilie 1856;
- La Suisse allemande et l'ascension du Moench, Tome I-IV, ed. Joël Cherbuliez, Genève-Paris, 1856; trad. în engleză de Hume Greenfield, 2 volume, London-Edinburg, Fullarton & Co, cu o schiță biografică Biographical sketch și cu un portret de Felice Schiavoni în vol.I (1858); trad. în germană de Dr. Heinrich Kurz cu titlul Die deutsche Schweiz, 3 vol. (1857-1858) ; conține o notiță bibliografică: Bibliographisch-literarische Notiz; cartea este dedicată „À mes frères roumains”. [La începutul vol. II al traducerii engleze există „a facsimile of the officiel atestation of the ascent of the Mönch”]; lucrarea a fost comparată cu De l'Allemagne de Madame de Staël;
- De la fraternité des peuples latins et de leur rôle dans le développement de l'humanité. În:Il Diritto, 6 iulie 1856;
- Un principe straniero nella Moldo-Valacchia. În: Il Diritto, 9 și 17 septembrie, 3 și 9 octombrie 1856;
- Roma. În: Il Diritto, 24 octombrie 1856;
- La propaganda austriaca nei Principati Danubiani. În:  Il Diritto, 8 noiembrie 1856; trad. în română de Gregorie P. Peretz: Propaganda Austro-Romană in Principatele dunărene sèu despre rolul tradarei în istoria poporelor latine, în Operile dómnei Dora d'Istria, vol. I, pp. 261–267. [Autoarea susține ideea unității tuturor românilor situați pe teritoriul Daciei antice, atacă opoziția Austro-Ungariei contra Unirii Principatelor Române și pune în lumină propaganda austriacă și cea de la Roma, care urmărea, în acele timpuri, „să pună mâna pe provinciile dunărene” <citat textual>];
- Gli eroi della Rumania. În: Il Diritto, Torino, 1856-1857; trad. în română de Gregorie P. Peretz în Operile dómnei Dora d'Istria, vol. I, pp. 93–173, București, 1876-1877. [Sunt prezentați: Radu Negru, Ion I-iu Bassarab, Dinastia Atzanilor <<Asăneștilor>>, Mircea cel Betrăn, Ioan Huniad, Ștefan-cel-Mare]; în ediția din 1887: Gli eroi della Rumenia. Profili storici, con prefazione di Paolo Mantegazza, Firenze, G. Barbéra, Editore, 1887 (Piccola Biblioteca del Popolo italiano), prefațatorul P. Mantegazza observă că rareori calități atât de puțin obișnuite se regăsesc împreună: „un corp de toată frumusețea, o inimă grațioasă și nobilă, o rațiune de artist și de gânditor”;
- Le Tessin. Souvenirs de Madame Dora d'Istria, în Illustration, Paris, 10 octombrie 1857;
- Le proscrit de Biberstein, în: „Courrier de Paris”, 11 decembrie 1857
- Littérature roumaine. Chants et récits populaires. „Libre recherche”, Bruxelles, t. V, martie 1857; trad. în română de Gregorie P. Peretz, în Operile..., vol. I, 1876-1877, pp. 175–237;
- La Roumanie et l'Église orthodoxe. În: Étoile du Danube, Bruxelles, 22 aprilie 1857;
- Au bord des lacs helvétiques, par Mme la Comtesse Dora d'Istria, Genève, Joel Cherbuliez, Paris, 1861 (conține două nuvele: „Mlle de Haltingen” și „Ghislaine”);
- Les îles ioniennes sous la domination de Venise et sous le protectorat de l'Angleterre. În: Revue des deux mondes, 2e période, tome 16, 1 martie 1858, pp. 381–422; trad. în greacă de M. C. Rhally, un volum, Atena, Irinidis, 1859; [Criticul literar Radu Ionescu (1834-1872) estimează că dintre studiile interesante publicate în Revue des deux mondes <<de Dora d'Istria>>, cea mai însemnată este Les iles ioniennes...]

Pagina de titlu a lucrării Les femmes en Orient, vol. I, Zürich, 1859

- Les femmes en Orient, par M-me la C-sse Dora D'Istria. Vol. I: La péninsule orientale, Meyer & Zeller, Édit. Zürich, 1859; Vol. II. La Russie, Zürich, 1860; trad. în greacă de Aimilia G. Skousé, éd. Doukas, Atena, 1861 (cu un portret și biografie); trad. în română de Gregorie P. Peretz: „Femeile în Oriinte” [sic!] în Operile...; vol. II, La Russie, București, 1876-1877; trad. în rusă, St. Petersburg, 1865; [lucrarea are o dedicație a Dorei d'Istria pentru profesorul Pappadopoulos: „À mon vénéré maître, Monsieur G.-G.- Pappadopoulos”]. Capitolele din studiul Les femmes en Orient  (1860) fuseseră inițial eseuri individuale publicate în 1858 în revista „Speranța” de la Atena.
- L'ascension de San Salvatore. În: Illustration, 21 ianuarie 1859;
- Souvenirs de la Cour de Dresde--Mlle de Haltingen. În: Revue des deux mondes, 2e période, tome 19, ianuarie 1859, pp. 42–68;
- La nationalité roumaine d'après les chants populaires. În: Revue des deux mondes, vol. 20, 15 martie 1859, pp. 429–459; trad. în română de Gregorie P. Peretz cu titlul: „Natiunalitatea româna de pre cântecile poporane”, în Operile dómnei..., vol. I, București, 1876-1877; [În acest studiu, comentează volumele de balade publicate de V. Alecsandri, traduse în franceză în 1855; după părerea sa, balada Miorița este  „o capodoperă”. La balada despre Meșterul Manole, îi subliniază caracterul de cântec bătrânesc, pe care îl socotește „adânc istoric în spiritul său.”[73] ];
- Une rencontre de voyage, souvenirs de la Suisse italienne, în: Revue des deux mondes, T. 27, 1 iunie 1860, pp. 636–667;
- La nationalité hellénique d'après les historiens. În: Revue Suisse, Neuchâtel, ianuarie, februarie, mai 1860;
- L'antico governo e la rivoluzione in Sicilia. În: Romita di Livorno, 8 septembrie 1860;
- Ἡ Ἰταλία ἐγένετο! [trad. „Italia se făcu!”] În: Αἰών [Secolul], Atena, 5 noiembrie 1860;
- Ὁ Βασιλεὺς τῆς Ἰταλίας. [trad. „Regele Italiei”] În: Αἰών [Secolul], Atena, 10 decembrie 1860;
- Lettres à un philosophe athénien . În: Αἰών [Secolul], Atena, 1860;
- Αἱ γυναῖκες ἐν τῇ Δύσει [trad. „Femeile în Occident”]. În: Πανδώρα [Pandora], Atena, 1860-1864 (pseudonimul autoarei elenizat: Δώρα Ἰστριάς, cu o xilogravură după bustul încununat de lauri al scriitoarei, intitulată Πριγκίπησσα Ἑλένη Μασσάλσκη [Prințesa Eleni Massalski] în nr. 261 din 1 februarie 1861);
- Un été au bord du Danube. În: Illustration, 9 februarie 1861, cu desenul „La vue de Borcea-Roumanie”, executat de autoare;
- Ἡ Ῥώμη καὶ οἱ Βούλγαροι. [trad. Roma și Bulgarii] În: „Αἰών” [Secolul], Atena, 1 și 18 martie, 9 și 31 mai 1861;
- La Veneziana, [roman istoric, scris între 1848 și 1861]; publicat în: Illustrazione universale, Milano, 4 martie-6 mai 1867; trad. în greacă de N. Dragumis, publicat în Ἐθνικὸν Ἡμερολόγιον [trad. Almanah Național], Atena, 1865 (pseudonimul autoarei elenizat, într-un singur cuvânt: Δωραδίστρια);
- Le Feste Rumene. În: Mondo illustrato, Torino, 25 mai și 8 iunie 1861 (conține prima traducere în italiană, în proză, a baladei Miorița, precum și a baladei Soarele și luna; autoarea descrie dansurile, costumele naționale, obiceiurile de nuntă, de Crăciun și de Paște la români);
- Excursions en Roumélie et en Morée. Avec le portrait de l'Auteur, dessiné à Venise par F. Schiavoni,  2 vol., ed. Meyer et Zeller, Zürich, 1863 [Această scriere este recenzată în cartea: Eugene Lovinesco, Les voyageurs français en Grèce au XIXe siècle (1800-1900), Paris, 1909, pp. 156–157];
- Les Ligures, memoriu citit la Institutul de Antichități din Buenos Aires. A apărut în Boletin mensual del Instituto bonaerense, t. I, pp. 132–144 și 181-193;
- La nationalité serbe d'après les chants populaires: Vouk Stéphanovitch Karadjitch, Poésies nationales, Proverbes et Contes populaires serbes. În: Revue des deux mondes, Paris, 15 ianuarie 1865, pp. 315–360; trad. în italiană în Nazionale, an VI, 1865;

Pagina de titlu a lucrării Des femmes par une femme, vol. I, Paris, 1865

- Des femmes par une femme, Tome I-II, Paris, Librairie Internationale A. Lacroix, Verboeckhoven et C-ie, Éditeurs (Bruxelles, Typ.  de A. Lacroix, Verboeckhoven et C-ie) 1865; trad. în rusă, parțial, în Зaграничный Вeстник [trad. Revista de peste hotare], 1865 și în engleză „Womanhood of all Nations”. Idem, Nouvelle édition, Tome I- II, Paris, 1869. [În această carte, autoarea prezintă condițiile femeilor din Elveția romandă și Germania și anume din „societatea latină”: franțuzoaice, italiene, spaniole, portugheze și din „societatea germană”: nemțoaice, saxone, prusiene, austriece, scandinave, anglo-saxone, elvețiene, belgiene, olandeze. Este o culegere de scrisori ale unei voci auctoriale neidentificate adresate unei anonime Madame***.]. Scrierile Des femmes par une femme și Les femmes en Orient pot fi accesate liber pe Internet la adresa
- Les récits des fêtes dantesques de Ravenne , în Illustration, 1865 și în Illustrierte Zeitung, Leipzig;
- Les Albanais des deux côtés de l'Adriatique et la nationalité albanaise d'après les chants populaires. În: Revue des deux mondes, 15 mai 1866; trad. în greacă de Therianos, 1866; în italiană de Enrico Artom: „La nazionalità albanese secondo i Canti popolari”, publicată cu biografia și portretul autoarei de Felice Schiavoni, Cosenza, (Dalla Tip. Migliaccio), 1867; în albaneză de D. Camarda. Studiile sale asupra poeziei albaneze au fascinat poporul albanez și  au inspirat operele lui Camarda, ale lui Rada, Spata și Joubany;
- Fylétia e Arbenoré prèj Känekate te laòshima (Trad. din franceză a scrierii „La nationalité albanaise...” de Demetrio Camarda), Livorno, Tipogr. P. Vannini, 1867; Demetrio Camarda a fost preot al bisericii grecești unite din Livorno;
- L'insurrection crétoise, în : Illustration, Paris, 10 ianuarie 1867;
- Les Orientaux à Paris, în Paris-Guide par les principaux écrivains et artistes de la France, Librairie internazionale, Paris, 1867; II, p. 1103;
- Les écrivains albanais de l'Italie méridionale, în: Indépendance hellénique, Atena, 1867; trad. în germană în: Rivista internazionale, Viena, 1867 și în italiană, Palermo, 1867;
- Réponse au Comité épiro-thessalo-macédonien des dames. În: Indépendance hellénique, 3 oct. 1867;
- La littérature roumaine, în: Rivista orientale, Florența, 1867; capitolul „George Cretzianu” [Crețeanu] tradus în L'Umbria e le Marche, 15 iunie 1868, nr. 2; trad. în română în Literatura română: „Eliade Rădulescu”, pp. 200–218, „George Crețianu”, pp. 219–236, „Gheorghe Șincai și istorici”, pp. 237–260; trad. de Gr. P. Peretz în Operile dómnei..., vol. I;
- I Klefti della Grecia moderna, în „Nuova Antologia”, Florența, 1 ianuarie 1860; trad. în greacă, Atena, 9 aprilie și 11 iunie 1868;
- Vasiliki, în Salon, Leipzig, febr. 1868; trad. în română de Gr. H. Grandea: Vasilikia-Scene din haremul albanes, de Dora d'Istria (născută Princesa Ghica), publicată în ziarul Albina Pindului, București, 1872 [o nuvelă care prezintă drama unei fete aromâne, ajunsă soția lui Ali Pașa de Ianina];
- Scènes de la vie serbe, în Indépendance hellénique, 26 martie-9 aprilie 1868;
- Livorno, în: Universo illustrato, Milano, 12 iulie 1868;
- Marco Polo, il Cristoforo Colombo dell'Asia [par] Dora d'Istria, conferință ținută la "Minerva" din Trieste, în  1869; II éd., Trieste (Tip. del Lloyd austriaco), 1869
- Venezia nel 1867, Firenze, tip. Fodratti, 1870;
- Les Alpes - Grisons, Tessin, Valais,  în  Appendice del Courrier d'Athènes, 20 mart 1869; 24 april  1870;
- Gli Albanesi Musulmani, în două părți: prima parte, I. Scutari e i Buchatli, în Nuova Antologia, vol. 8, fasc. 6, Firenze, iunie 1868; partea a II-a, Berath e Ianina, în Nuova Antologia, mai și sept.  1870;
- La poésie populaire des magyars, Paris, Revue des deux mondes, tom 88, 1 août 1870, pp. 642–685
- La politica degli uomini e la politica delle donne, Constantinopol, 19 decembrie 1870
- La nationalité bulgare d'après les chants populaires, în: Revue des deux mondes, 15 iulie 1868;
- Der hellenische Klerus, în Revue Internationale, Viena, iulie-august 1868;
- Jean Héliade Radulesco, în Illustration, 14 noiembrie 1868, trad. în română de Grigorie P. Peretz în Operile dómnei..., vol. I, București, 1876-1877;
- Roma capitale, în Neologos, Constantinopol, 26 septembrie 1871;
- Necrologia di G. Eliade Radulesco, în: Neologos, 23 mai și 4 iunie 1872;
- Les ėtudes indiennes dans la Haute-Italie. Le Mahābhārata et le roi Nala [par] Dora d'Istria, Mémoire  lu à la Société de archéologie de Athènes, II éd. Atena, Impr. J. Cassandréas, 1870. Publ. în Rivista europea, vol. III, fasc. 3, 1870. Trad. italiană: ed. a II-a, Firenze, (Tip. dell'Associazione), 1870 [Este o primă încercare de istorie a indologiei italiene];
- L'Athènes occidentale - La République de Florence, 1871
- Les femmes fortes, în: Messager franco-americain, New-York, 6 martie 1871; în greacă în Dėbates, Atena, 9 martie 1871;
- A Russian Princess on Woman's Right, în periodicul Révolution, New York, 9 martie 1871;
- Gli Albanesi in Rumenia. Storia dei principi Ghika nei secoli XVII, XVIII e XIX su documenti inediti tratti degli archivii di Venezia, Vienna, Parigi, Berlino, Constantinopoli, Haga, etc. Trad. din franceză după manuscris de prof. B. Cecchetti și publicată în Revista Europea, mai 1871-1872-1873 și în broșură de 455 pp. cu o bibliografie a operelor Dorei d'Istria, 1873; [scriitoarea realizează o cercetare detaliată a trecutului familiei Ghica][74]
- La mort du roi Dasaratha, dramă, în Indépendance hellénique, 23 septembrie 1871;
- Russes et Mongols--Les Rurikovitchs et Jean du Plan de Carpin, în: Revue des deux mondes, 15 februarie 1872, Paris, XCVII, pp. 800–832 [Jean du Plan de Carpin a fost emisar papal al Sfântului Scaun în Tibet; autoarea face referiri la conversiunea mongolilor la budism];
- Gli storici della letteratura tedesca, în: Evridiki, Constantinopol, 15 ianuarie 1872
- Affaire de l'Albanie, în: Indépendance hellénique, Atena, 10 august 1872
- Pegli, publicat în Gazette rose, Paris, 1870; Florence, 1872; textul francez complet, cu titlul Les bains de Pegli, publicat în Roumanie, București, 7 august 1873;
- L'epopea persiana - Il Schah Nameh, în Nuova Antologia di scienze lettere ed arti, Firenze, ian.1873, aug. 1873, martie 1874;
- La poésie populaire des Turcs orientaux, les Kirghiz, les Perses, les Turcomans, în: Revue des deux mondes, Tome 103, ianuarie și februarie 1873, pp. 543–583;
- The orthodox Church, New Zork, 1874;
- La poésie des Ottomans, II éd. Maison-neuve & Cie, Libr.-édit., Paris, 1877; [Scrierea este menționată în enciclopedia italiană Dizionario Biografico degli Italiani (1937), în articolul Turchi];
- La poesie des Persans sous les Khadjars, Koloszvar, Journal de littérature comparée (extras din vol. IV, 1878), Impr. de l'Université royale Jean  Stein, 1879;
- La littérature française au XIX siècle. Esquisses historiques, Florența, 1885;
- French Literature under the first Empire. În International Review, New York II éd. New-York, Barnes, 1875
- La poėsie grecque dans les îles-ioniennes. M. Aristote Valaoritis et ses souvenirs des guerres de l'Indépendance. [par Dora d'Istria]. Paris 1858, Revue des deux mondes. Tome XIV, 1 martie 1858, pp. 57–88;
- La vie Klephtique dans l'Empire Persan. Kolozsvar [azi Cluj-Napoca]. (Impr. de l'Université royale Jean Stein), 1879, 28 pp. („Acta comparationis litterarum universarum”);
- Giovanni Duprè, în: Indépendance hellénique, Atena, 19 septembrie 1870 [Giovanni Duprè a fost un sculptor italian, 1817-1882,  cu strămoși francezi îndepărtați, din Siena]
- Le carnaval de Venise, în: Gazette rose, Paris, 1 februarie, 1 iunie 1867;
- Le golfe de La Spezia,în Le Tour du monde, Paris, 6 februarie 1867; trad. în italiană cu titlul Il golfo di La Spezia, în Giro del Mondo, Treves-Milano.
- Theologie et miracles de Mme Krüdener, Roma, 1888
- Rousseau sul lago di Bienne (trad. Rousseau pe lacul Biel), în Rivista contemporanea, vol. I, 1888 [După Petre Ciureanu, 1957, op. cit. ref. 16 este ultimul articol încredințat, pentru publicare, lui Angelo De Gubernatis];
- Autunno a Rappalo: i bagni marini di una principessa in Liguria; a cura di Luisa Rossi, Genova, Sagep, 2000.

Scrisori ale Dorei d'Istria către Alexandru Dimitrie Ghica (unchiul ei) se găsesc în Arhivele Naționale ale României, fond Ghica Alexandru Dimitrie, nr. inventar 1226
Articole biografice asupra Dorei d'Istria se regăsesc în dicționarele enciclopedice românești
- Enciclopedia română, vol. II, de Dr. Corneliu Diaconovici (Diaconovich), Sibiu, Editura și tiparul W. Krafft, 1900, pp. 203–204 (primul dicționar enciclopedic în România, în care însă aprecierea autorului articolului despre Dora d'Istria nu este prea măgulitoare: „...n-a putut să creeze ceva original și durabil, ci mai mult a contribuit să se facă cunoscuți Apusului pe noi Românii și pe celelalte popoare mai mici din Orient.”). Se menționează că este născută în 3 februarie (stil nou) 1828, ca fiică a banului Mihalache Ghica. Același Corneliu Diaconovich, în articolul publicat în revista Romänische Revue. Politisch -litterarische Monatsschrift[76] menționează că Dora d'Istria a îmbinat în natura sa pozitivismul occidental cu romantismul oriental.
- Dicționar enciclopedic ilustrat, de I. Aurel Candrea [profesor] și Gh. Adamescu [academician], vol. II, ediție îngrijită și prefațată  de I. Oprișan, ediția a doua anastatică, ed. Saeculum I.O., București, 2010, p. 1614, articolul „Dora d'Istria” [articolul este foarte sumar].
- Dicționarul contimporanilor din România (1800-1898). Ediție îngrijită de dr. Dan Jumară. Ed. a 2-a, Iași, Editura Alfa, 2004. „Dora d'Istria”, p. 94. În articol se scrie: „În multe din scrierile sale, Dora d'Istria se arată dușmană neîmpăcată a resboiului și  se ridică contra situațiunei  femeeǐ în societatea noastră.”
- Enciclopedia României: Cugetarea (oameni și înfăptuiri), de Lucian Predescu. Articolul: Dora d'Istria, p. 282, Ed. Cugetarea- Georgescu Delafras, București, 1940

Articole biografice în enciclopedii străine
- Meyers  Konversationslexikon, 5. Band, Verlag des Bibliographischen Instituts, Leipzig und Wien, Vierte Auflage, 1885-1892; articolul „Dora d'Istria (mit ihrem wahren Namen Helene, Fürstin Kolzow-Massalski)”, pp. 72–73 [În articol se menționează că în anul 1880 a călătorit în Franța, Irlanda și America de Nord. Despre scrierile sale se apreciază că: "În general activitatea sa are un caracter cosmopolit, însă autoarea consideră că sarcina ei principală este de a deschide sursele de civilizație pentru țările estice ale Europei și  în același timp de a da sexului său o poziție mai importantă".]
- Larousse- Grand Dictionnaire Universel du XIX-e siècle. Paris, 1870, 6, p. 1107 include următorul text: „Dora d'Istria, pseudonimul principesei Koltzoff- Massalski, născută Elena Ghica la București, moartă la Florența (1828-1888) a fost cunoscută ca publicistă poliglotă”.
- Ențiklopediceskii slovar Brokgauz, Efron, (sub redacția prof. I. E. Andreevski), tom VIII, p. 667, Sankt Peterburg, 1893. Articolul: Ghica (prințesă Elena Mihailovna). În articol se menționează: „a publicat articole despre istoria literaturii, probleme politice, sociale și religioase, asupra istoriei și artei în reviste și ziare ale aproape tuturor popoarelor europene. A susținut opinii liberale și a fost o apărătoare a emancipării femeilor.”
- A Biographical Dictionary of Women's Movements and Feminisms: Central, Eastern and South Eastern Europe. 19th and 20th Centuries. Edited by Francisca de Haan, Krassimira Daskalova and Anna Loutfi. Central European University Press, Budapest and New York, 30 iunie 2006. Articolul „Gjika, Elena (Elena Ghica), pen-name Dora d'Istria”, pp. 158–161 [În introducere: „luptătoare pentru minoritățile naționale în Imperiul Habsburgic și pentru cauza egalității femeilor”; de remarcat este albanizarea numelui, cu o ortografie niciodată folosită de Ghiculești]
- Angelo de Gubernatis, Dizionario Biografico degli Scrittori contemporanei. Ornato di oltre 300 ritratti (trad.: Dicționar Biografic al Scriitorilor contemporani. Împodobit cu peste 300 relatări scrise/portrete). Coi tipi Dei Successori Le Monier. Florența, 1879, 1317 pp. Articolul „D'Istria (Dora)”, pp. 386–387. De Gubernatis a scris un lung articol elogios cu titlul Illustri stranieri in Italia: Dora d'Istria [trad. Străini iluștri în Italia: Dora d'Istria], care a fost publicat în Rivista contemporanea, 1869, vol.57, pp. 107–115
- G.[ustave] Vapereau, Dictionnaire universel des contemporains, cinquième édition, entièrement refondue et considérablement augmentée, Paris, Librairie Hachette et Cie, Londres 1880. [alte ediții, în 1861 și 1865]. Articolul „Dora D'Istria (Hélène Ghika, princesse Koltzoff-Massalsky)” în care se scrie: „Mme Dora d'Istria , dont tous les écrits sont inspirés, en religion, par le christianisme évangelique, en politique, par le principe de nationalité et le libéralisme...”
- Robert Elsie, A Biographical Dictionary of Albanian History, I. B. Taurus & Co. Ltd., London, New York, 2012. În articolul D'ISTRIA  se menționează: „Scriitor român de origine albaneză, cunoscută în România ca Elena Ghica sau Dora d'Istria, o figură celebră a culturii europene și albaneze de la jumătatea secolului al XIX-lea."
- Enciclopedia Italiana, volume 16, Roma, Istituto dell'Enciclopedia Italiana, 1932. Articolul GHICA , scris de Carlo Tagliavini: „Operele sale [ale Dorei d'Istria], publicate în special în Revue des deux mondes și în Nuova Antologia, au contribuit în mod remarcabil la cunoașterea în Europa a literaturii populare, a îmbrăcămintei și istoriei [popoarelor] Europei orientale.” De asemenea, în același articol (Ghica) se menționează: „Familiei Ghica îi aparține scriitoarea Elena (1827-1888), cunoscută în Italia (unde a trăit mult timp și unde a murit), cu pseudonimul Dora d'Istria.”

Lista celor care s-au ocupat de viața și opera Dorei d'Istria include un număr considerabil de istorici și critici literari: Bartolomeo Cecchetti, Di alcune opere della principessa Dora d'Istria, Venezia, 1868; Paolo Mantegazza, Le donne del mio tempo. Una Principessa, Roma, 1905; Angelo de Gubernatis, Illustri stranieri in Italia. Dora d'Istria, în Rivista contemporanea, Torino, nr. 180, 1869; Enrico Panzacchi, Dora d'Istria, în Nuova Antologia, vol. XVIII, Roma, 1888; Carlo Francesco Gabba (profesor de Drept civil la Universitatea din Pisa) La questione femminile e la Principessa Dora d'Istria, Firenze 1865; A. Z. Pieromaldi, La principessa Elena Ghica, 1874; I. Datcu, O publicistă de reputație europeană, în România literară, decembrie, 1988 etc.

## Titluri academice și ale unor societăți

Bust al scriitoarei, realizat în 1860 în atelierul de sculptură al fraților Phytalis din Atena

- Membru onorific al Societății Arheologice din Atena, 28 mai 1860;
- Membru onorific al Société  Géographique de France, 19 ianuarie 1866 [era în acel timp cea mai celebră din Europa];
- Membru corespondent al Ateneo Veneto di Scienze, Lettere ed Arti din Veneția, 8 martie 1868;
- Membru onorific al Academiei de Fizică-matematică și statistică din Italia , 18 iunie 1868;
- Membru onorific al Syllogos Ellinikos din Constantinopol, 8 august 1870;
- Președinte onorific al „Elicon” - Societate literară din Smirna (Asia), 17 martie 1871;
- Membru emerit al Accademia Raffaello - Urbino, 17 decembrie 1871;
- Vicepreședinte onorific al Asociației femeilor din Grecia pentru instruirea femeilor, 11 septembrie 1872;
- Membru al Societății pentru „L'incremento de Teatro in Italia” (trad. „Dezvoltarea teatrului în Italia”) din Florența, 21 ianuarie 1872;
- Membru al Accademia dei Quiriti din Roma, 1873
- Membru onorific al Accademia Pittagorica din Napoli, 24 mai 1873
- Membru al Académie Nationale de Lettres din Barcelona
- Membru al Institutului Arheologic din Buenos Aires, 30 mai 1873
- Președinte de onoare al societății El Chark din Constantinopol, 20 aprilie 1873 [El Chark (Orientul) a fost o societate științifică, literară, artistică și umanitară]
- Meister [Maestru] al „Freie Deutsche Hochstift” din Frankfurt
- Membru al Società italiana per gli studi orientali, 9 noiembrie 1873 (transformată în 1877 în Accademia Orientale)
- Membru onorific al „Minerva” din Trieste etc.
- Membru al Accademia Nazionale dei Lincei

## Posteritate
În anul 1908 o piațetă din Florența a primit numele „Dora d'Istria” (între 6 iunie 1908 și 24 septembrie 1912); astăzi este denumită „Piazza Isidoro del Lungo”. În Albania au fost emise timbre poștale cu portretul Dorei d'Istria, cu valori de 80 qindarka și de 1,10 leka. În orașul Strasbourg din Franța există „Place Dora d'Istria” în cartierul Neudorf, piața fiind denumită astfel din aprilie 2012. De asemenea, în cinstea scriitoarei filoelene, municipalitatea din Atena a denumit „οδός ΔΩΡΑΣ Δ'ΙΣΤΡΙΑ” o stradă situată în cartierul Kolonaki, la poalele colinei Licabet.
La Eforia Spitalelor Civile din București a existat portretul principesei Elena Massalsky-Ghica (Dora d'Istria), executat de Pierre Bellet, pictor de etnie franceză, născut la Galați, România.